# Paizs Ödön
Paizs Ödön, Gőbel Ödön Mihály Ferenc (Budapest, 1892. augusztus 26. – Budapest, 1979. szeptember 5.) újságíró, szerkesztő. Paizs Goebel Jenő (1896–1944) festő bátyja.

## Életútja
Gőbel Mihály selyemfestő és Liebmann Tekla Piroska fia. Érettségi vizsgáit egy fővárosi felsőkereskedelmi iskolában tette le, majd beiratkozott a Bécsi Egyetemre. Annak elvégzését követően rövid ideig bankhivatalnokként dolgozott Budapesten, amikor 1912-ben az Egyetértés című politikai napilap újságírója lett. Utóbb Aradra költözött, ahol a Függetlenség felelős szerkesztőjeként tevékenykedett, de csakhamar visszatért a fővárosba, és a Budapesti Hírlap riportereként folytatta újságírói pályáját (ő tudósított a Queen Elizabeth első útjáról is 1938-ban). Ezzel párhuzamosan 1920 után Az Est Lapok rendőri, törvényszéki, majd városházi tudósítója volt, valamint a Népszavának is küldött írásokat.
Az 1920-as évektől magyarországi tudósítóként bekapcsolódott több tengerentúli magyar lap, így a clevelandi Szabadság és a kanadai Magyar Hírek munkájába. 1926-ban első ízben el is utazott Kanadába, ezt követően a hazai olvasóközönségnek számolt be a magyar emigránsok mindennapjairól. 1928-ban kormánymegbízotti titkárként vett részt a New York-i Kossuth-szobor leleplezésénél.
Az ország német megszállását követően felhagyott az újságírói munkával, s a Magyar Fatermelők, Fakereskedők és Tüzelőanyag-kereskedők Országos Egyesületének sajtótitkári feladatait látta el. 1945-ben szovjet hadifogságba került, ahonnan megrendült egészségi állapotban tért haza. 1948-ban nyugdíjazták.
Felesége Nagy Anna volt, dr. Nagy Károly és Greguss Ilona lánya, akivel 1918. január 6-án kötött házasságot.

## Főbb művei
- Groteszk mesekönyv. Országos Irodalmi Rt. Budapest: (kiadó nélkül). 1913.
- Magyarok Kanadában: Egy most készülő országról. Athenaeum. Budapest: (kiadó nélkül). 1928.